# Emma Severinsson
Emma Severinsson, född 1984, är en svensk historiker. Hon är verksam som lektor i modevetenskap vid Institutionen för kulturvetenskaper, Lunds universitet. Severinsson disputerade 2018 vid Lunds universitet.